# David Grafunder
David Grafunder (weitere Namensformen Graffunder und Grapfunder; * um 1634 in Falkenhagen; † 24. Dezember 1680 in Merseburg) war ein deutscher Theologe.

## Leben
David Grafunder war der Sohn eines Leinwebers. Er absolvierte das Gymnasium in Küstrin, verschaffte sich die Mittel, gründliche philologische Studien zu treiben und erwarb sich an den Universitäten in Frankfurt (Oder) und  Wittenberg umfassende Kenntnisse in der Theologie und in den orientalischen Sprachen. Nachdem er einen großen Teil Deutschlands zur weiteren Ausbildung durchwandert hatte, wurde er 1661 als Konrektor an der städtischen Schule in Küstrin angestellt. 1664 erlangte er an der Universität in Frankfurt an der Oder die Magisterwürde und heiratete in demselben Jahr Dorothea Sabine Fabricius, Tochter des Küstriner Bürgermeisters Jakob Fabricius.
Als Konrektor und seit 1665 als Rektor der Küstriner Stadtschule förderte Grafunder in dieser Anstalt nicht nur den Unterricht von Latein und Griechisch, sondern auch die Erlernung der hebräischen, syrischen und arabischen Sprache. Als eifriger Lutheraner geriet er aber allmählich in Konflikt mit der reformierten Behörde und wurde, als er sich weigerte, die Psalmen Davids nach der in den reformierten Kirchen eingeführten deutschen Übersetzung Ambrosius Lobwassers von seinen Schülern bei einem Begräbnis singen zu lassen, wegen Ungehorsams vor den kurfürstlichen Rat geladen. Er behauptete, dass die erwähnte Übersetzung gegen den wahren Sinn der Heiligen Schrift verstoße und es deshalb und wegen anderer Unrichtigkeiten einem rechtgläubigen Lutheraner nicht erlaubt sei, sich an diese Übersetzung zu halten. Der Vorsitzende des Rats bedeutete ihm, dass er ein „junger Kerl“ sei, der die Sache nicht recht verstehe, und sich deshalb den ihm auferlegten Befehlen zu fügen oder die Entziehung seines Gehalts zu gewärtigen habe. Der Rektor pochte aber auf seine Kenntnisse und gab den Räten zu verstehen, dass sie in ketzerischen Ansichten befangen seien. Er gab seiner Hoffnung Ausdruck, dass ihm sein Gehalt weiterhin bleibe, er würde aber auch bei dessen Entzug nicht anders handeln. Wegen seiner unnachgiebigen Haltung wurde er schließlich 1669 seines Amtes enthoben.
Bald danach wurde Grafunder durch die Vermittlung des Domdechanten von Merseburg, Konrad von Rohr, als Pfarrer nach Sallgast berufen. 1672 kam er als erster Pastor und Schulinspektor nach Luckau. In derselben Eigenschaft wechselte er 1679 an die Maximin-Kirche in Merseburg, wo er zugleich zum Senior und zum Assessor des Konsistoriums ernannt wurde. Bereits am 24. Dezember 1680 wurde er durch eine in Merseburg wütende Pestepidemie dahingerafft.

## Schriften
Grafunders Schriften waren bei seinen Zeitgenossen sehr beliebt. Besonders geschätzt wurden seine chaldäische Sprachlehre (Grammatica chaldaica, Wittenberg 1670), seine syrische Grammatik (Grammatica syriaca cum syntaxi perfecta … et lexico brevissimo, Wittenberg 1665) sowie seine hebräische Kalligraphie (Calligraphia hebraica, Wittenberg 1668). Von geringerer Bedeutung sind sein Aerarium poeticum graecum (Wittenberg 1668), seine Ausgaben mehrerer Reden des Isokrates (Isocratis orationes tres ad Demonicum et ad Nicodem) und der Abhandlung Plutarchs über die Erziehung der Knaben (Plutarchus de libeorum educatione, Wittenberg 1674) sowie seine Gelegenheitspredigten.